# Coördinatie Commissie voor Europese Integratie- en Associatieproblemen
De Coördinatie Commissie voor Europese Integratie- en Associatieproblemen veelal afgekort tot CoCo is een onderraad van de Nederlandse ministerraad gericht op de coördinatie van Europese aangelegenheden. In de CoCo worden de standpunten op de verschillende Europese onderwerpen gecoördineerd en wordt de besluitvorming in de ministerraad voorbereid.
In de CoCo hebben beleidsambtenaren van de verschillende departementen zitting, de CoCo wordt voorgezeten door de staatssecretaris voor Europese Zaken. De CoCo komt wekelijks bijeen voor de vaststelling van de nieuwe BNC-fiches en voor de voorbereiding van de vergaderingen van de Europese Raad van Ministers.